# Pseudoclanis bianchii
Pseudoclanis bianchii är en fjärilsart som beskrevs av Charles Oberthür 1883. Pseudoclanis bianchii ingår i släktet Pseudoclanis och familjen svärmare. Inga underarter finns listade i Catalogue of Life.